# Geoscapheus rugulosus
Geoscapheus rugulosus är en kackerlacksart som beskrevs av Walker, J. A., Rugg och Rose 1994. Geoscapheus rugulosus ingår i släktet Geoscapheus och familjen jättekackerlackor. Inga underarter finns listade i Catalogue of Life.